# Terremoto de Cabo de Gata de 2025
El Terremoto de Cabo de Gata de 2025, también conocido como Terremoto de Almería de 2025, fue el terremoto de mayor magnitud ocurrido en la costa española en los últimos 70 años desde la fecha de ocurrencia de este. Tuvo lugar a 34 km de la Costa de Almería el día 14 de julio de 2025 a las 07:13h (CET), y se dejó sentir en más de 500 localidades de España. El sismo tuvo una magnitud de 5,3 (Mw) y sacudió principalmente a las localidades de las provincias de Almería, Granada y Murcia, en donde dejó algunos daños materiales en comercios y casas. Cabe mencionar que, debido a la elevada magnitud y a la excepcional poca profundidad del epicentro, este sismo se dejó sentir también en ciudades tan lejanas como Madrid, Valencia, Jaén y Toledo, e incluso en otros países como Marruecos y Argelia.
Este fue el primer terremoto en la historia de España que activó el nuevo sistema de alerta temprana de seísmos de Android, conocido como "Android Earthquake Alerts System". El sistema envió una notificación a través de los smartphones de los ciudadanos españoles ubicados en las provincias más cercanas al epicentro del sismo. Hasta cinco millones de personas recibieron este aviso antes o durante el temblor, lo que supuso un hito en la gestión de emergencias sísmicas en el país, al introducir por primera vez una tecnología de detección comunitaria basada en dispositivos móviles.
Otro de los motivos que hicieron especialmente relevante a este terremoto reside en el hecho de haberse producido en una falla desconocida que aun no había sido cartografiada, lo cual llevó al Instituto Geográfico Nacional a emitir varias notas informativas e informes oficiales debido al interés geológico y a los riesgos sísmicos a tener en cuenta por esta nueva falla ignota.

## Geología y mecanismo
El terremoto tuvo una magnitud de 5,3 (Mw) y ocurrió bajo el mar el día 14 de julio de 2025 a las 07:13h (CET), aproximadamente a 34 kilómetros del Cabo de Gata y unos 50 kilómetros de la capital de Almería. El hipocentro fue inusualmente superficial, encontrándose a solo tres kilómetros bajo la tierra, lo que provocó que el movimiento estuviera acompañado de un sonido moderado. El seísmo se pudo percibir de forma evidente en gran parte del sureste de España, siendo especialmente intenso en la Provincia de Almería, en donde se llegaron a registrar valores de entre IV y V en la escala macrosísmica europea (EMS). Cabe mencionar que en esta área del Mar de Alborán se encuentra el límite de placas entre la placa africana y la euroasiática, lo que provoca que en esta región se hallen múltiples fallas, las cuales han producido miles de terremotos y más de 5000 muertes en los últimos 2000 años en las localidades cercanas.
El tensor momento sísmico calculado por el Instituto Geográfico Nacional en relación con este terremoto apuntó a un mecanismo de tipo falla de desgarre, algo que está en consonancia con la geología de la tectónica activa de esta región. El evento tuvo lugar en el sector marino de la zona de cizalla de las Béticas Orientales, en concreto al sur de las Béticas orientales, en un corredor de unos 250 kilómetro de largo de fallas transcurrentes, las cuales se extienden hacia el mar en sus extremos noreste y suroeste. Este área es conocida por su alta sismicidad, la cual está provocada por su interacción con los límites convergentes entre las placas euroasiática y africana anteriormente mencionadas.
En relación con los datos de aceleración registrados de este terremoto, las mayores aceleraciones observadas fueron registradas en acelerógrafos en las provincias de Almería y Murcia, siendo la máxima aceleración registrada de 0,04 g (4% g) en la estación de Vera, la cual está situada a unos 80 km del epicentro de este sismo.
Este terremoto tuvo más de 100 réplicas durante las semanas posteriores a su ocurrencia. A continuación se detallan las principales:
| Fecha      | Magnitud (MW) | Lugar                  | Tipo          |
| ---------- | ------------- | ---------------------- | ------------- |
| 14/07/2025 | 5,3           | Cabo de Gata (S)       | Terremoto     |
| 14/07/2025 | 3,4           | Cabo de Gata (S)       | Réplica       |
| 14/07/2025 | 2,7           | Cabo de Gata (S)       | Réplica       |
| 14/07/2025 | 2,7           | Cabo de Gata (S)       | Réplica       |
| 14/07/2025 | 2,7           | Cabo de Gata (S)       | Réplica       |
| 14/07/2025 | 2,7           | Cabo de Gata (S)       | Réplica       |
| 16/07/2025 | 2,6           | Cabo de Gata (S)       | Réplica       |
| 20/07/2025 | 2,7           | Alhama de Almería (NE) | Réplica       |
| 08/08/2025 | 3,5           | Cabo de Gata (S)       | Réplica mayor |

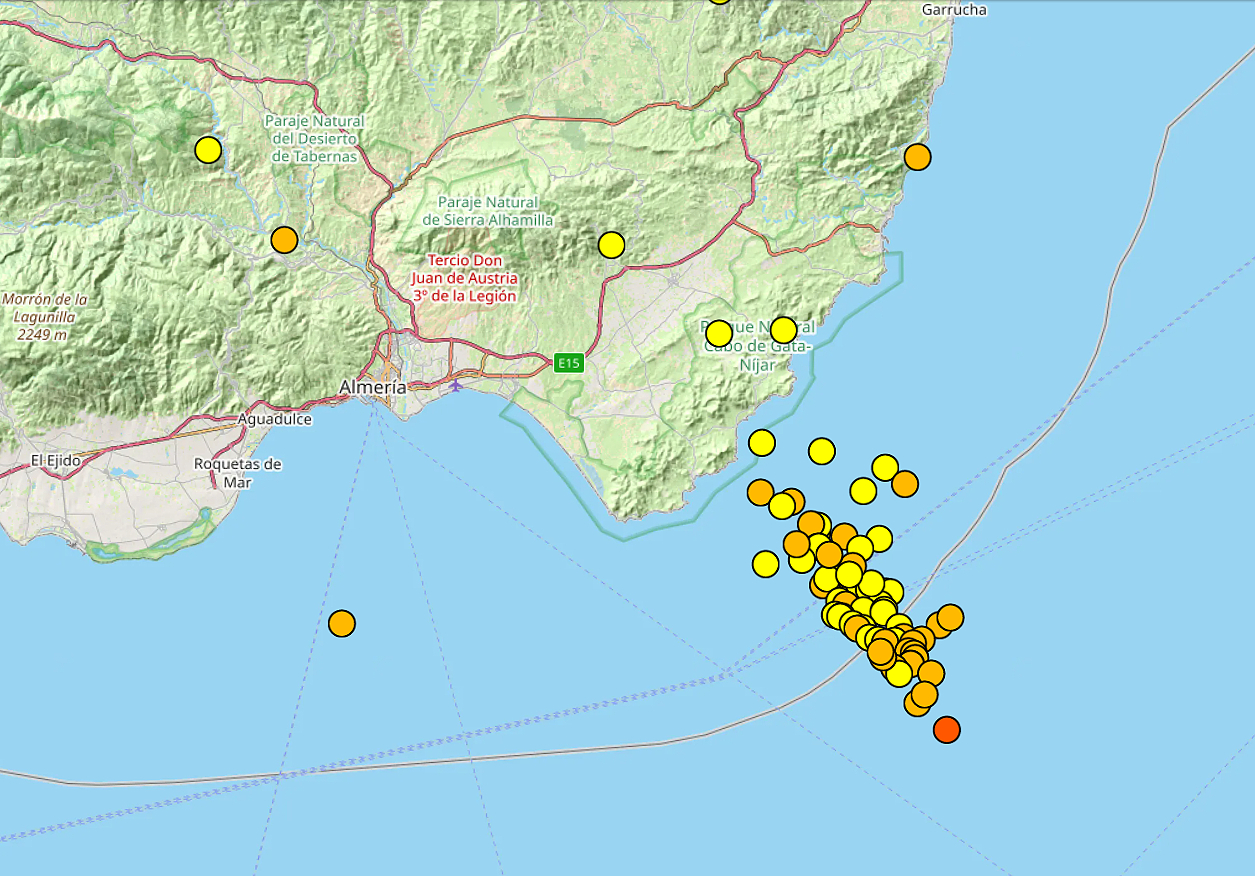
Epicentro del terremoto de Cabo de Gata (punto rojo) y sus réplicas (puntos amarillos y naranjas). Cuanto más cálida la tonalidad, mayor la magnitud.

Principales réplicas de magnitud superior a 2,5 MW  durante la semana posterior al terremoto. Fuente: Instituto Geográfico Nacional.

## Daños y consecuencias

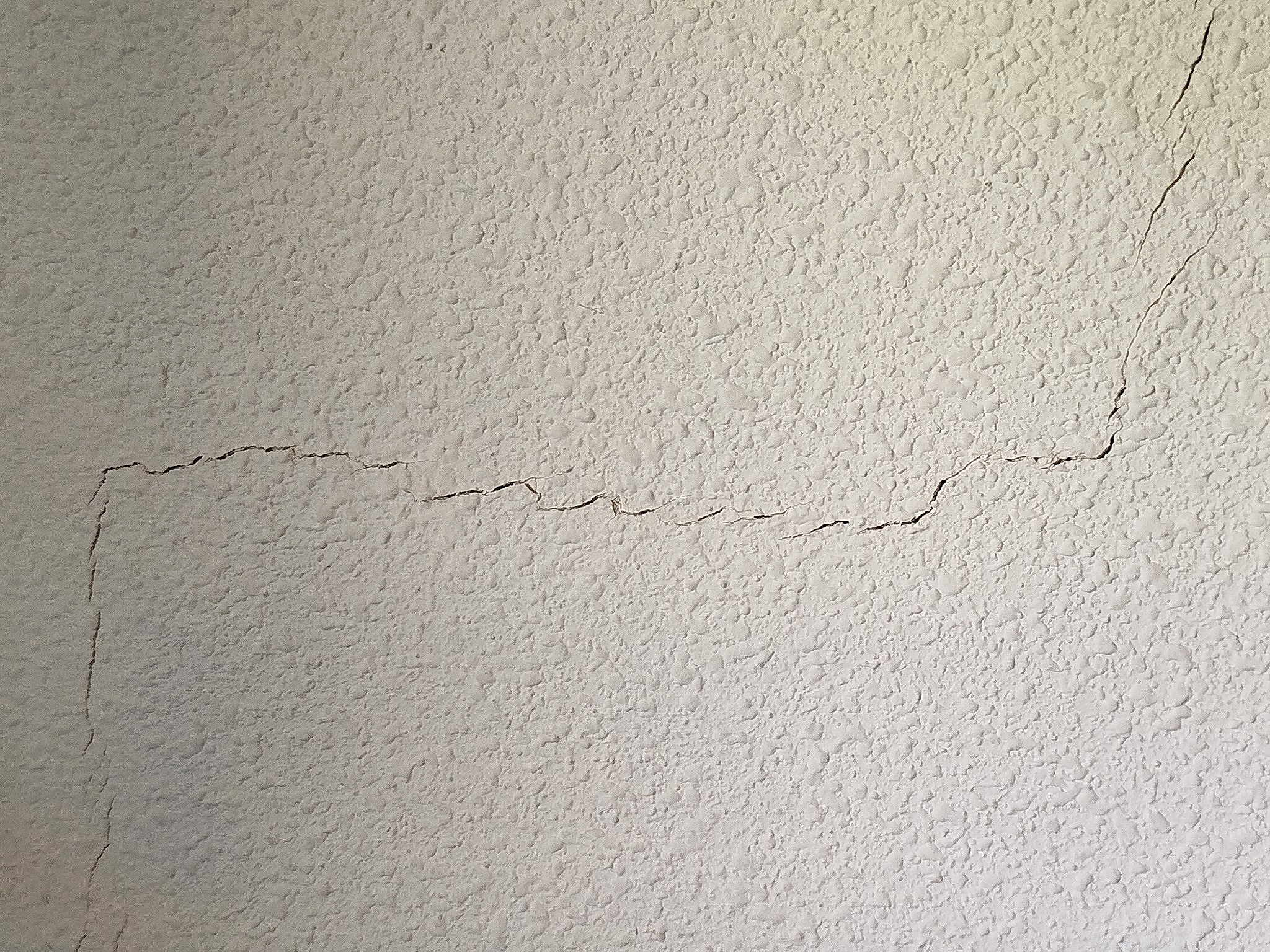
Grieta en una pared producida por el terremoto de Cabo de Gata de 2025

El terremoto provocó daños en algunas casas y locales del Almería, especialmente en la capital y en la zona de Níjar. También se produjeron daños en el aeropuerto de Almería, en donde uno de los techos se desplomaron sobre la cafetería. En Huércal de Almería también hubo algunos daños, entre los que destacan el derrumbe parcial del techo de un concesionario.
En las localidades de Ruescas y Pujaire, ambas en el entorno de Cabo de Gata-Níjar, se produjeron daños en algunas casas y pisos, apareciendo algunas pequeñas gritas en tabiques y muros.
Cabe mencionar que, en un primer momento y debido a un error en la medición de la magnitud del terremoto, se emitió una alerta por tsunami, ya que la magnitud que había sido proporcionada erróneamente por los instrumentos ascendió a 6,6 MW, no obstante, tras la subsanación de este error, la alerta por tsunami fue finalmente desactivada.
Afortunadamente no hubo que lamentar ningún herido durante este terremoto ni sus réplicas posteriores. No obstante, durante la mañana las escenas de miedo y temor abundaron en al capital almeriense y en otros municipios cercanos al epicentro ya que la cercanía al epicentro del terremoto y la baja profundidad del mismo provocaron que fuera amplia e intensamente percibido por la población almeriense. Cabe mencionar que los minutos posteriores el seísmo, las redes móviles se vieron colapsadas durante un breve periodo de tiempo debido a la acumulación de llamadas que se estaban realizando en esos instantes.

## Sismograma

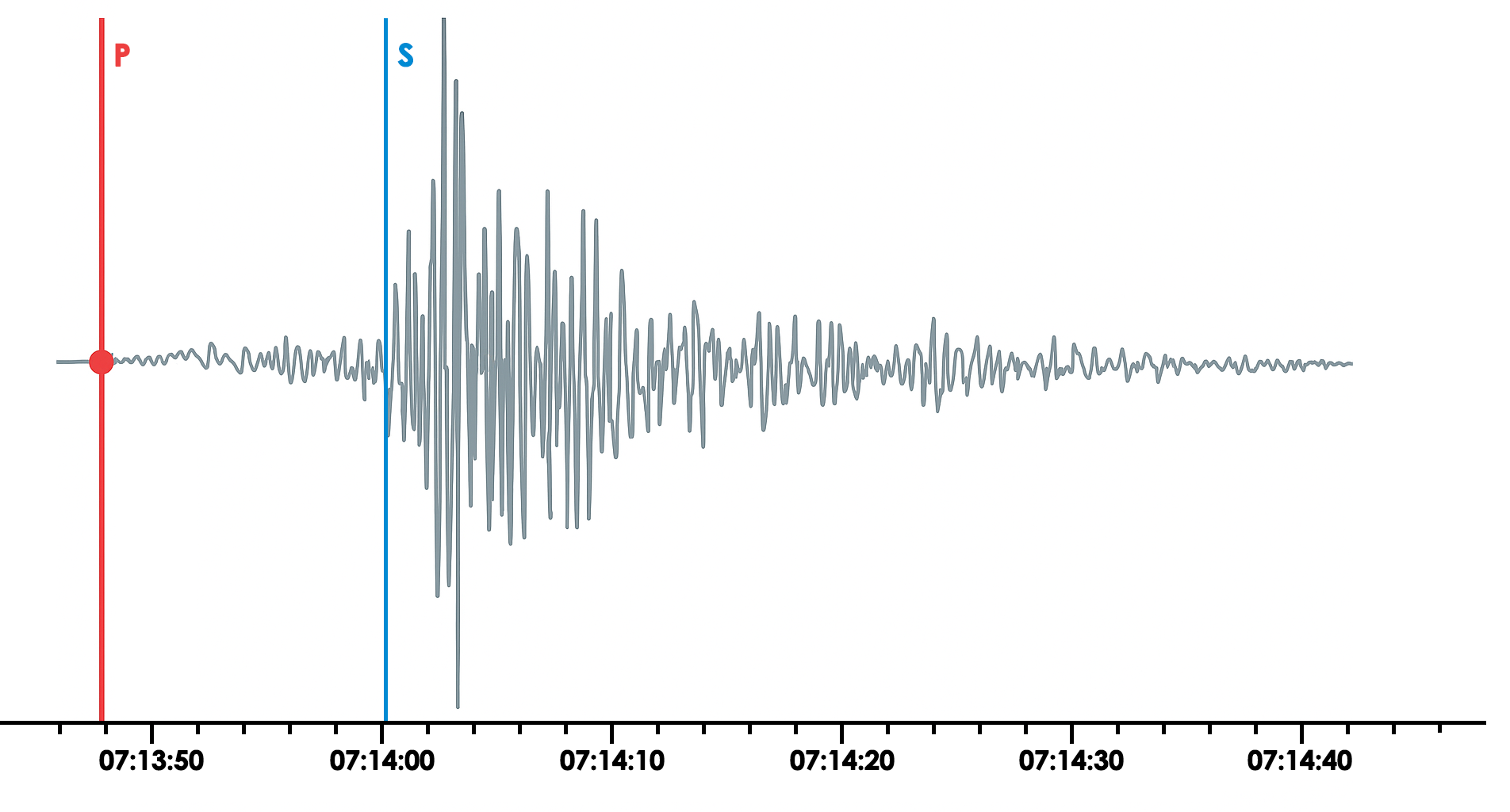
Sismograma del Terremoto de Cabo de Gata de 2025. La línea roja indica la llegada de las ondas P y la azul, la de las ondas S (horario en CET).

El inicio del registro sísmico, marcado con un punto rojo y una línea vertical del mismo color, correspondió a la llegada de las ondas P (ondas primarias), la cuales son las primeras en detectarse por los sismógrafos y llegaron al rededor de las 07:13:49h (CET). Tan solo 12 segundos después, hacia las 07:14:01h (CET), se registró la llegada de las ondas S (ondas secundarias), señaladas con una línea azul en el sismograma y las cuales son las responsables de las mayores amplitudes registradas, asociadas a un movimiento sísmico más intenso y, en general, más destructivo.
El máximo de amplitud de onda se registró 2 segundos después de la llegada de las ondas S, lo que sugirió que el epicentro se encontraba relativamente cerca del sismógrafo. Posteriormente el sismograma muestra una amortiguación paulatina, lo que sugiere que el temblor fue disminuyendo lentamente hasta estabilizarse para, posteriormente, detenerse definitivamente hacia el final del registro.
La forma de onda mostró un incremento abrupto y sostenido de la amplitud en el tramo posterior a la llegada de la onda S, lo que explica el fuerte y poco común ruido que acompañó al sismo, percibido por numerosos testigos como un estruendo repentino similar a varias explosiones.
El análisis de este sismograma, en conjunto con los datos de otras estaciones sísmicas, permitió estimar parámetros clave como la magnitud, profundidad y también la localización del epicentro del evento. En este caso, el conjunto de informaciones arrojadas por el sismograma del terremoto hizo comprender el motivo de la intensa propagación de las ondas sísmicas, puesto que incluso sismógrafos de Portugal pudieron detectar las ondas de este seísmo.

## Vivencias de testigos presenciales
A continuación se recogen algunos testimonios de personas que experimentaron los efectos del seísmo de Cabo de Gata. Estas vivencias fueron recogidas por varios medios de comunicación de ámbito nacional y permiten tener un punto de vista directo sobre cómo fue este temblor en algunas de las zonas que fueron más afectadas.

Ha sonado un ruido tremendo, todo temblaba y no sabía qué estaba pasando.
Alberto, vecino de Huércal de Almería.

Estaba preparando el desayuno cuando de pronto todo empezó a temblar y, además, vino con un ruido muy fuerte, como un estruendo. Me llevé un buen susto. Vivo aquí desde hace años y nunca había sentido un temblor así.
Araceli, habitante de El Ejido.

Me despertó y corrí a ver cómo estaban mi padre y mi hermano; creí que estaban cayendo bombas y pensé que era mi último día.
Antonio Rodríguez, vecino de la capital de Almería.

El suelo literalmente ha crujido durante varios segundos, ha sido una sensación de miedo, de desear que acabara ya. Sé de gente que luego ha tenido pesadillas y no ha podido volver a dormir.
Lucía Pérez, ciudadana de Cabo de Gata.

Estaba durmiendo y el temblor me sobresaltó, sentí que la cama botaba, fue un movimiento muy extraño, muy diferente de otros. Me quedé paralizado por un momento, pero después me levanté y cogí la radio para mantenerme informado.
Juanjo del Arco, habitante de Almería capital.